# Cartellversammlung
Die Cartellversammlung (C. V.) ist das oberste Organ der Willensbildung, also oberstes beschließendes Organ und Hauptversammlung, für den Cartellverband der katholischen deutschen Studentenverbindungen (CV). Im österreichischen Schwesterverband ÖCV wird der Begriff CVV (Cartellversammlung) verwendet.

## Geschichte
Die Cartellversammlungen fanden bis zum Ersten Weltkrieg mit wenigen Ausnahmen immer am Ort und zum Zeitpunkt der Generalversammlung der katholischen Vereine Deutschlands statt, die heute als Katholikentag bekannt ist. Als 1. Cartellversammlung wird die von Frankfurt am Main 1863 gezählt, die auf dem XV. Katholikentag stattfand. Diese erste Cartellversammlung wurde von Georg von Hertling präsidiert.
Die Rede des jungen von Hertlings, in der er die Begriffe Religion, Wissenschaft und Freundschaft als Leitsätze eines katholischen Verbindungsstudenten vorstellte, löste das Bestreben aus, alle katholischen Studentenkorporationen, die nicht-farbentragende Vereine und die farbentragende Verbindungen, zu einigen.
Auf der 2. Cartellversammlung auf dem XVI. Katholikentag in Würzburg 1864 wurde als Konsequenz dieser Rede der Bund katholischer Studentenkorporationen ins Leben gerufen. Mit diesem Würzburger Bund war der erste deutschlandweite Dachverband katholischer Studentenvereine und Verbindungen entstanden. Es ist die Geburtsstunde des Cartellverbandes der katholischen deutschen Studentenverbindungen (CV) und des Kartellverbandes katholischer deutscher Studentenvereine (KV).
1920 stellte Engelbert Dollfuß als Student und Vertreter der Wiener Verbindung Franco-Bavaria auf der 51. Cartellversammlung des CV in Regensburg den Antrag, dass Mitglieder der Verbindungen bis zur Generation der Großeltern keine direkten jüdischen Verwandten haben dürfen. Der Antrag wurde damals mit großer Mehrheit der stimmberechtigten Verbindungen abgelehnt. Nach 1921 wurde der Cartellversammlung kein weiterer Arierparagraph zur Abstimmung vorgelegt. Die ausdrückliche Verurteilung des Antisemitismus durch das Heilige Officium am 25. März 1928 dämmte entsprechende Bestrebungen endgültig ein.
Nach der Machtübernahme der Nationalsozialisten in Deutschland spalteten sich am 10. Juli 1933 die österreichischen Studentenverbindungen des Cartellverbandes ab. Seit diesem Zeitpunkt existiert der Cartellverband der katholischen österreichischen Studentenverbindungen (ÖCV) als unabhängiger Korporationsverband in Österreich.
Die letzte gemeinsame Cartellversammlung vor dem Zweiten Weltkrieg (61. C. V.) fand 1932 in München statt. 1933 fand die erste getrennte Cartellversammlung (1. C. V.) des ÖCV in Wien statt.
Die letzte Cartellversammlung des CV vor dem Zweiten Weltkrieg (63. C. V.) fand 1935 in Würzburg statt. Die letzte Cartellversammlung (4. C. V.) des ÖCV vor dem Zweiten Weltkrieg fand 1937 in Wien statt.
Nach dem Zweiten Weltkrieg blieben CV und ÖCV eigenständige Organisationen und es fand keine Wiedervereinigung statt.
Die erste Cartellversammlung des CV nach dem Zweiten Weltkrieg (64. C. V.) fand 1950 in Mainz statt. Die erste Cartellversammlung des ÖCV nach dem Zweiten Weltkrieg (provisorische C. V.) fand 1945 in Innsbruck statt.
1959 fand in Baden bei Wien die letzte Cartellversammlung (17. CV) alten Stils des ÖCV statt. Ab diesem Zeitpunkt wurde eine neue Zählung mit römischer Ziffern eingeführt. Die Abkürzung der Cartellversammlung wurde auf CVV abgeändert (nicht gebräuchlich ist die Abkürzung C. V. V.), die Bezeichnung Cartellversammlung ist aber bis heute gleich geblieben, fälschlicherweise wird angenommen, CVV bezieht sich auf Cartellvollversammlung oder Cartellverbandsversammlung.
2006 fand zum ersten Mal seit 1933 eine gemeinsame Cartellversammlung des CV und des ÖCV in München statt. Dies geschah anlässlich des 150-Jahr-Jubiläums der Aufnahme eines sogenannten Cartellverhältnisses der ersten beiden Gründungsverbindungen des CV. Es war die 120. C. V. des CV und die IL. (49.) CVV des ÖCV. Über 5000 Mitglieder des CV und des ÖCV nahmen alleine am Kommers teil, auf welchen Wolfgang Schüssel, Edmund Stoiber und Paul Kirchhof Festreden und Grußadressen hielten.

## Wirkung
Die Cartellversammlung ist also die Hauptversammlung des CV. Bei mitgliederstarken Organisationen ist eine Mitgliederversammlung aller Mitglieder wegen der möglichen hohen Anzahl der Teilnehmer nur schwierig durchführbar. Deshalb nehmen ausschließlich zuvor bestimmte Delegierte an der Cartellversammlung teil.
Jede Vollmitgliedverbindung entsendet einen Vertreter der Aktivenbundes und einen Vertreter des Altherrenbundes. Stimmen können durch Vollmacht auf einen Vertreter übertragen werden. Die Delegierten einer Verbindung sind nicht zur einheitlichen Stimmabgabe gezwungen.
Bis 1935 war die Cartellversammlung im Wesentlichen der Zusammenschluss der Aktivenbünde. Die Altherrenbünde hatten nur eingeschränkte Mitentscheidungsrechte. Nach dem Zweiten Weltkrieg wurden die Altherrenbunde als gleichwertige Teilnehmer zur Cartellversammlungen zugelassen.
Die Cartellversammlung ist das Parlament des Cartellverbandes und entscheidet über inhaltliche und strukturelle Fragen. Die Cartellversammlung tagt einmal pro Jahr. Sie wird vom CV-Studententag, CV-Altherrentag und Regionaltreffen vorbereitet. Die Cartellversammlung wählt und bestätigt endgültig die geschäftsführenden Ämter des Cartellverbandes, insbesondere das oberste geschäftsführende Organ des Cartellverbandes, den CV-Rat.
Der CV-Rat besteht aus vier Mitgliedern, zwei Studenten und zwei Alten Herren und ist eine Neuschöpfung nach der Wiederbegründung des Cartellverbandes. Der CV-Rat besteht aus dem Vorsitzenden des Altherrenbundes, dem Vorortspräsidenten des Aktivenbundes, einem weiteren Alten Herrn und einem weiteren Studierenden. Die Aktivenvertreter sind für ein Jahr gewählt, die Altherrenvertreter für vier Jahre. Dies trägt dazu bei, dass der Schwerpunkt der Geschäftsführung bei den Alten Herren liegt. Der CV-Rat wird in seine Arbeit vom CV-Sekretariat unterstützt.
Neben den Tagungen ist die Cartellversammlung auch ein wichtiges gemeinsames Element der Cartellverbindungen. Über vier Tage findet ein umfangreiches Festprogramm statt, zu dem der zentrale Kommers des CV, ein Gesellschaftsabend und die gemeinsame Heilige Messe sowie ein umfangreiches Rahmenprogramm gehören.

## Typischer Ablauf
Die Cartellversammlung beginnt gewöhnlich am Christi Himmelfahrtstag bzw. Fronleichnamstag mit einem Begrüßungsabend und einer heiligen Messe, die insbesondere von den Verbindungen besucht wird, welche durch ihre regionale Herkunft in ihrer Heimat keinen Feiertag haben.
Am darauffolgenden Freitag findet zunächst vormittags der Studententag, bzw. der Altherrentag statt bei welchem jede Vollmitgliedsverbindung einen Delegierten entsendet.
Die Hauptsitzung der Cartellversammlung findet jeweils am Freitagnachmittag und Samstagvormittag des Wochenendes statt. Sie setzt sich zusammen aus drei Teilen, deren dritter Teil jedoch keine eigentliche Sitzung ist, sondern ein akademischer Vortrag, der öffentlich ist. Teilnahmeberechtigt sind die 125 Vollmitgliedsverbindung des Cartellverbandes. Jede Verbindung besitzt zwei Stimmen und entsendet jeweils zwei Delegierte, einen Aktiven- und einen Altherrenvertreter. „Sistierte“ Verbindungen, solche, die aufgrund von Nachwuchsmangel keine aktiven Studenten unter ihren Mitgliedern verzeichnen, haben nur die Altherrenstimme. Befreundete Verbindungen nehmen als beratende Mitglieder freiwillig teil.
Freitag und Samstag Abend findet dann der feierliche Festkommers, bzw. der Festball/Gesellschaftsabend statt.
Beschlossen wird die Cartellversammlung stets mit einem Pontifikalamt und einem anschließenden Ausklang beim Mittagessen.

## Tagungsorte
Die Tagungsorte der Cartellversammlung sind meistens größere Universitätsstädte. In 69 verschiedenen Städten haben schon Cartellversammlungen stattgefunden. Diese Städte liegen in Deutschland und Österreich, teilweise auch in den Grenzen der beiden Staaten vor dem Ersten bzw. Zweiten Weltkrieg.
| - 1863: 1. C. V. Frankfurt am Main - 1864: 2. C. V. Würzburg - 1865: 3. C. V. Trier - 1867: 4. C. V. Innsbruck (Österreich) - 1868: 5. C. V. Bamberg - 1869: 6. C. V. Düsseldorf - 1871: 7. C. V. Mainz - 1872; 8. C. V. Breslau (heute Polen) - 1873: 9. C. V. Stuttgart - 1874: 10. C. V. Würzburg (2) - 1875: 11. C. V. Koblenz - 1876: 12. C. V. München - 1877: 13. C. V. Würzburg (3) - 1878: 14. C. V. Köln - 1879: 15. C. V. Fulda - 1880: 16. C. V. Konstanz - 1881: 17. C. V. Bonn - 1882: 18. C. V. Frankfurt am Main (2) - 1883: 19. C. V. Freiburg im Breisgau - 1884: 20. C. V. Amberg - 1885: 21. C. V. Münster in Westfalen - 1886: 22. C. V. Breslau (heute Polen) (2) - 1887: 23. C. V. Trier (2) - 1888: 24. C. V. Freiburg im Breisgau (2) - 1889: 25. C. V. Bochum - 1890: 26. C. V. Koblenz (2) - 1891: 27. C. V. Danzig (heute Polen) - 1892: 28. C. V. Mainz (2) - 1893: 29. C. V. Würzburg (4) - 1894: 30. C. V. Köln (2) - 1895: 31. C. V. München (2) - 1896: 32. C. V. Dortmund - 1897: 33. C. V. Landshut - 1898: 34. C. V. Krefeld - 1899: 35. C. V. Neisse (heute Polen) - 1900: 36. C. V. Bonn (2) - 1901: 37. C. V. Osnabrück - 1902: 38. C. V. Mannheim - 1903: 39. C. V. Köln (3) - 1904: 40. C. V. Regensburg - 1905: 41. C. V. Straßburg im Elsaß (heute Frankreich) - 1906: 42. C. V. Essen - 1907: 43. C. V. Würzburg (5) - 1908: 44. C. V. Düsseldorf (2) - 1909: 45. C. V. Breslau (heute Polen) (3) - 1910: 46. C. V. Augsburg - 1911: 47. C. V. Linz an der Donau (Österreich) - 1912: 48. C. V. Aachen - 1913: 49. C. V. Metz (heute Frankreich) - 1919: 50. C. V. Würzburg (6) - 1920: 51. C. V. Regensburg (2) - 1921: 52. C. V. Linz an der Donau (Österreich) (2) - 1922: 53. C. V. Bonn (3) - 1924: 54. C. V. Breslau (heute Polen) (4) - 1925: 55. C. V. Innsbruck (Österreich) (2) - 1926: 56. C. V. Berlin - 1927: 57. C. V. Münster in Westfalen (2) - 1928: 58. C. V. Aachen (2) - 1929: 59. C. V. Wien (Österreich) - 1930: 60. C. V. Koblenz (3) - 1932. 61. C. V. München (3) | - 1934: 62. C. V. Münster in Westfalen (3) - 1935: 63. C. V. Würzburg (7) - 1950: 64. C. V. Mainz (3) - 1951: 65. C. V. Bonn (4) - 1952: 66. C. V. Berlin (2) - 1953: 67. C. V. Würzburg (8) - 1954: 68. C. V. Münster in Westfalen (4) - 1955: 69. C. V. Karlsruhe - 1956: 70. C. V. München (4) - 1957: 71. C. V. Köln (4) - 1958: 72. C. V. Essen (2) - 1959: 73. C. V. Nürnberg - 1960: 74. C. V. München (5) - 1961: 75. C. V. Heidelberg - 1962: 76. C. V. Frankfurt am Main (3) - 1963: 77. C. V. Hannover - 1964: 78. C. V. Würzburg (9) - 1965: 79. C. V. Bochum (2) - 1966: 80. C. V. Berlin (3) - 1967: 81. C. V. Stuttgart (2) - 1968: 82. C. V. Bonn (5) - 1969: 83. C. V. Kiel - 1970: 84. C. V. München (6) - 1971: 85. C. V. Frankfurt am Main (4) - 1972: 86. C. V. Freiburg im Breisgau (3) - 1973: 87. C. V. Fulda (2) - 1974: 88. C. V. Fulda (3) - 1975: 89. C. V. Bonn (6) - 1976: 90. C. V. München (7) - 1977: 91. C. V. Fulda (4) - 1978: 92. C. V. Köln (5) - 1979: 93. C. V. Würzburg (10) - 1980: 94. C. V. Aachen (3) - 1981: 95. C. V. Münster in Westfalen (5) - 1982: 96. C. V. Bochum (3) - 1983: 97. C. V. Darmstadt - 1984: 98. C. V. Erlangen - 1985: 99. C. V. Mainz (4) - 1986: 100. C. V. Frankfurt am Main (5) - 1987: 101. C. V. München (8) - 1988: 102. C. V. Freiburg im Breisgau (4) - 1989: 103. C. V. Hannover (2) - 1990: 104. C. V. Tübingen - 1991: 105. C. V. Bonn (7) - 1992: 106. C. V. Heidelberg (2)/Mannheim - 1993: 107. C. V. Berlin (4) - 1994: 108. C. V. Münster in Westfalen (6) - 1995: 109. C. V. Bochum (4) - 1996: 110. C. V. Marburg an der Lahn (1)/Gießen (1) - 1997: 111. C. V. Karlsruhe (2) - 1998: 112. C. V. Köln (6) - 1999: 113. C. V. Würzburg (11) - 2000: 114. C. V. Aachen (4) - 2001: 115. C. V. Regensburg (3) - 2002: 116. C. V. Düsseldorf (3) - 2003: 117. C. V. Mainz (5) - 2004: 118. C. V. Dresden - 2005: 119. C. V. Darmstadt (2) - 2006: 120. C. V. München (9) = XLIX. C. V. V. München (9) - 2007: 121. C. V. Münster in Westfalen (7) - 2008: 122. C. V. Bonn (8) - 2009: 123. C. V. Nürnberg/Erlangen (2/2) - 2010: 124. C. V. Fulda (5) - 2011: 125. C. V. Essen (3) - 2012: 126. C. V. Freiburg im Breisgau (5) - 2013: 127. C. V. Braunschweig - 2014: 128. C. V. Aachen (5) - 2015: 129. C. V. Heidelberg (3)/Mannheim (2) - 2016: 130. C. V. Würzburg (12) - 2017: 131. C. V. Stuttgart (3) - 2018: 132. C. V. Köln (7) - 2019: 133. C. V. Münster in Westfalen (8) - 2020: 134. C. V. Regensburg (4) - 2021: 135. C. V. Aachen (6) - 2022: 136. C. V. Bonn (9) - 2023: 137. C. V. Fulda (6)/Giessen (2) - 2024: 138. C. V. Berlin (5) - 2025: 139. C. V. Hannover (3) - 1933: 1. C. V. Wien (2) - 1935: 2. C. V. Wien (3) - 1936: 3. C. V. Graz - 1937: 4. C. V. Wien (4) - 1945: provisorische C. V. Innsbruck (3) - 1946: 5. C. V. Wien (5) - 1948: 6. C. V. Wien (6) - 1949: 7. C. V. Wien (7) - 1950: 8. C. V. Innsbruck (4) - 1951: 9. C. V. Salzburg - 1952: 10. C. V. Wien (8) - 1953: 11. C. V. Graz (2) - 1954: 12. C. V. Wien (9) - 1955: 13. C. V. Semmering - 1956: 14. C. V. Wien (10) - 1957: 15. C. V. Rotholz - 1958: 16. C. V. Innsbruck (5) - 1959: 17. C. V. Baden bei Wien = I. CVV - 1960: II. CVV Wien (11) - 1961: III. CVV Eisenstadt - 1962: IV. CVV Wien (12) - 1963: V. CVV Linz am Donau (3) - 1964: VI. CVV Graz (3) - 1965: VII. CVV Salzburg (2) - 1966: VIII. CVV Innsbruck (6) - 1967: IX. CVV Wien (13) - 1967: X. CVV Wien (14) außerordentlich - 1968: XI. CVV Wiener Neustadt - 1969: XII. CVV Krems an der Donau - 1970: XIII. CVV Klosterneuburg - 1971: XIV. CVV Seggauberg - 1972: XV. CVV Weißenbach am Attersee - 1973: XVI. CVV Wien (15) - 1974: XVII. CVV Innsbruck (7) - 1975: XVIII. CVV Linz am Donau (4) - 1976: XIX. CVV Baden bei Wien (2) - 1977: XX. CVV Mariazell - 1978: XXI. CVV Melk - 1979: XXII. CVV Linz an der Donau (5) - 1980: XXIII. CVV Innsbruck (8) - 1981: XXIV. CVV Feldkirch - 1982: XXV. CVV Wien (16) - 1983: XVI. CVV Wien (17) - 1984: XVII. CVV Gmunden - 1985: XVIII. CVV Leoben - 1986: XXIX. CVV Hall in Tirol - 1987: XXX. CVV Wien (18) - 1988: XXXI. CVV Sankt Pölten - 1989: XXXII. CVV Krems an der Donau (2) - 1990: XXXIII. CVV Wien (19) - 1991: XXXIV. CVV Innsbruck (9) - 1992: XXXV. CVV Wien (20) - 1993: XXXVI. CVV Wien (21) - 1994: XXXVII. CVV Salzburg (3) - 1995: XXXVIII. CVV Baden bei Wien (3) - 1996: XXXIX. CVV Dornbirn - 1997: XL. CVV Wien (22) – Vorort Bajuvaria Wien: Ablehnung der Frauenaufnahme - 1998: XLI. CVV Graz (4) - 1999: XLII. CVV Linz an der Donau (6) - 2000: XLIII. CVV Brixen in Südtirol - 2001: XLIV. CVV Baden bei Wien (4) - 2002: XLV. CVV Kufstein - 2003: XLVI. CVV Freistadt (1) - 2004: XLVII. CVV Graz (5) - 2005: XLVIII. CVV Eisenstadt (2) - 2006: XLIX. CVV München (9) (Deutschland) = 120. C. V. - 2007: L. CVV Linz an der Donau (7) - 2008: LI. CVV Grafenegg - 2009: LII. CVV Murau - 2010: LIII. CVV Gmunden (2) - 2011: LIV. CVV Horn - 2012: LV. CVV Leoben (2) - 2013: LVI. CVV Alpbach - 2013: LVII. CVV Innsbruck (10) außerordentlich - 2014: LVIII. CVV Baden bei Wien (5) - 2015: LIX. CVV Krems an der Donau (2) - 2016: LX. CVV Freistadt (2) - 2017: LXI. CVV Salzburg (4) - 2018: LXII. CVV Bad Ischl - 2019: LXIII. CVV Wiener Neustadt (2) - 2020: LXIV. CVV Wiener Neustadt (2) - 2021: LXV. CVV Innsbruck (11) - 2022: LXVI. CVV Krems an der Donau (3) - 2023: LXVII. CVV Wien (23) |

## Hauptversammlungen anderer Korporationsverbände
- im Kartellverband katholischer deutscher Studentenvereine (KV) heißt die zweijährliche Hauptversammlung Vertreterversammlung.
- in der Deutschen Burschenschaft (DB) und der Neuen Deutschen Burschenschaft (NDB) heißt die jährliche Hauptversammlung Burschentag. Der Burschentag der DB findet immer in Eisenach statt.
- im Coburger Convent der akademischen Landsmannschaften und Turnerschaften heißt die jährliche Hauptversammlung Pfingstkongress und findet immer in der fränkischen Stadt Coburg statt.
- im Kösener Senioren-Convents-Verband (KSCV) heißt die jährliche Hauptversammlung das Kösener Congress und findet immer in der sächsischen Stadt Bad Kösen an der Saale mit der Rudelsburg statt.
- im Verband der Wissenschaftlichen Katholischen Studentenvereine Unitas (UV) heißt die jährliche Hauptversammlung die Generalversammlung.
- im Mittelschüler-Kartell-Verband (MKV) heißt die jährliche Hauptversammlung Pennälertag.
- In der Deutschen Sängerschaft heißt die jährliche Hauptversammlung Sängerschaftertag und findet in unterschiedlichen Städten in Deutschland statt, jedoch alle zwei Jahre in Weimar.